# پرهوازی
پُرهوازی (به انگلیسی: Tachyaerobic)، اصطلاحی است که در زیست‌شناسی برای توصیف ماهیچه‌های جانوران بزرگ و پرندگانی استفاده می‌شود که توانایی حفظ سطوح بالا یا فعالیت بدنی هستند زیرا قلب آنها حداقل ۰٫۵–۰٫۶ درصد از توده بدن آنها را تشکیل می‌دهد و فشار خون بالا را حفظ می‌کند. خزنده‌ای که اندازه یک پستاندار هوازی را نشان می‌دهد، توانایی‌های یکسانی ندارد. قلب جانوران پرهوازی سریع‌تر از خزندگان می‌زند، اکسیژن بیشتری تولید می‌کند و خون را با سرعت بیشتری پخش می‌کند.
استفاده از ماهیچه‌های پُرهوازی برای جانورانی مانند زرافه‌ها که نیاز به گردش سریع خون در بدن بزرگ دارند، مهم است.